# Ferrand (St. Lucia)
Ferrand ist ein Ort im Quarter (Distrikt) Castries im Westen des Inselstaates St. Lucia in der Karibik. 

## Geographie
Der Ort liegt im Süden des Quarters, abgelegen in einem Seitental des Cul de Sac, zusammen mit Barre Denis. Verbindungsstraßen gibt es nur nach Odsan im Norden und Barre Duchaussee im Süden.

## Klima
Nach dem Köppen-Geiger-System zeichnet sich Ferrand durch ein tropisches Klima mit der Kurzbezeichnung Af aus.